# Victor Crowley
Victor Crowley (bra: Victor Crowley ou Terror no Pântano 4), também conhecido como Hatchet IV, é um filme americano de terror e comédia, do subgênero slasher, escrito e dirigido por Adam Green. É o quarto filme da série Hatchet, a sequência de Hatchet III e descrito como um reboot da franquia. Kane Hodder interpreta pela quarta vez o assassino sobrenatural Victor Crowley, o antagonista central da trama. Parry Shen, Laura Ortiz e Dave Sheridan também integram o elenco principal.
De produção independente, as filmagens foram realizadas em segredo e o longa-metragem estreou em cinemas selecionados dos Estados Unidos em outubro de 2017, como parte de um evento especial de comemoração pelos 10 anos do lançamento do primeiro filme. Internacionalmente, Victor Crowley foi exibido em festivais de cinema em vários outros países. Como os demais filmes da série, recebeu críticas mistas. Foi disponibilizado em mídia doméstica e plataformas de streaming em fevereiro de 2018.

## Enredo
Em 1964, Del pede Sue em casamento no pântano Honey Island. Eles ouvem gritos, encontram um caçador e os três são mortos por Victor Crowley. Em 2017, Andrew Yong, único sobrevivente do massacre do terceiro filme, está divulgando seu livro no programa televisivo de Sabrina, sua ex-esposa. Chloe, Rose e Alex, namorado de Chloe, estão produzindo um filme amador sobre as mortes no pântano e vão a uma sessão de autógrafos de Andrew para tentar falar com ele.
Kathleen, empresária de Andrew, cancela a sessão e o convence a voltar ao pântano, junto com Sabrina, para gravar um programa de televisão sobre o massacre. Eles partem de avião até o local. Chloe, Rose e Alex passeiam pela área do pântano, encontram o excêntrico Dillon e começam a filmar. O avião cai. Rose e Dillon vão socorrer os passageiros. O celular de Rose cai e toca repetidamente um vídeo do Reverendo Zombie recitando a maldição vodu que desperta Victor.
No avião, a fotógrafa Casey fica presa sob assentos e a água começa a subir. Ela revela a Austin que está grávida dele. Chloe e Alex encontram os restos da casa de Victor, que surge e mata Alex. Chloe chega ao avião, mas o monstro a ataca e a leva para uma colina. Ketleen sai correndo e Austin tenta impedi-la, mas Crowley o mata. Ele empala Ketleen com o próprio braço dela e mata Chloe. Casey se afoga. Os sobreviventes descobrem que a aeronave ainda pode funcionar e Dillon entra na cabine.
Crowley adentra o avião e Andrew tenta distraí-lo. Sabrina corre e chega a um barco, porém, é encontrada e morta por Victor. Andrew atira um sinalizador no monstro e Rose tenta, sem sucesso, acertá-lo com uma machadinha. Dillon se sacrifica saltando em Victor e ambos são cortados pelo motor da aeronave. No dia seguinte, a televisão noticia as mortes. Andrew sobreviveu novamente. Marybeth, que assistia às notícias, pega uma espingarda e revela que estava esperando por Crowley.

## Elenco
Conforme informações do Moviefone e na ordem dos créditos finais do filme:
- Parry Shen como Andrew Yong
- Kane Hodder como Victor Crowley
- Laura Ortiz como Rose
- Dave Sheridan como Dillon
- Krystal Joy Brown como Sabrina
- Felissa Rose como Kathleen
- Brian Quinn como Austin
- Tiffany Shepis como Casey
- Chase Williamson como Alex
- Katie Booth como Chloe
- Kelly Vrooman como Sue
- Jonah Ray como Del
- Tyler Mane como Bernard
- Danielle Harris como Marybeth
- Tony Todd como Reverendo Zombie

## Produção

### Desenvolvimento
Victor Crowley foi escrito e dirigido por Adam Green, que roteirizou todos os três filmes anteriores da franquia e dirigiu os dois primeiros. A empresa do cineasta, ArieScope Pictures, fez uma parceria com a distribuidora Dark Sky Films para a produção do quarto longa-metragem. Green inicialmente estava convicto de que não haveria outro filme da série, uma vez que a idealizara como uma trilogia. O diretor relatou que se desiludiu com a franquia e com sua carreira após o lançamento de Hatchet III (2013), algo que se agravou quando ele entrou em depressão após a morte de seu ídolo Wes Craven em agosto de 2015. Contudo, George A. Romero, com quem conversou durante uma convenção de terror em Massachusetts em outubro do mesmo ano, motivou-o a retornar ao universo de Hatchet, o que o ajudou a superar a depressão.
A produção foi realizada em completo sigilo. Segundo o diretor, originalmente o roteiro recebeu o falso título Arwen's Fancy Dinner, mudado para Arwen's Revenge durante as filmagens, apenas porque esse novo nome era "mais fácil de caber na claquete". Arwen é o nome do cão de estimação de Green e então mascote do programa The Movie Crypt, um podcast semanal sobre cinema apresentado por Green e o também cineasta Joe Lynch. Para despistar ainda mais qualquer referência à série Hatchet, Green criou um pseudônimo com o qual assinou o roteiro, Harrison Brown. Ele afirmou que conseguiu manter o projeto em segredo graças à cooperação de seu elenco e equipe, que se comprometeram em não revelar qualquer detalhe sobre as filmagens nem referiram-se em nenhum momento ao verdadeiro título do filme até o dia da estreia.

### Escolha do elenco
O ator e dublê Kane Hodder, um dos mais conhecidos intérpretes de Jason Voorhees, desempenhou pela quarta vez o papel do monstro Victor Crowley. Parry Shen, outro veterano da franquia Hatchet, na qual já havia aparecido em três diferentes papéis, retornou como Andrew Yong, personagem que ele já havia interpretado no filme anterior e que desta vez torna-se uma figura central na trama. Laura Ortiz, conhecida por sua participação em The Hills Have Eyes (2006), foi escalada para o papel de Rose, uma personagem já interpretada por ela em Hatchet II, mas que havia aparecido apenas brevemente na tela. Dillon, um excêntrico guia turístico local da região do pântano amaldiçoado, foi interpretado por Dave Sheridan, lembrado principalmente por sua atuação como policial Doofy na comédia Scary Movie (2000).
Felissa Rose, atriz conhecida no gênero por seu trabalho na franquia Sleepaway Camp, foi escalada como Kathleen, a agente de Andrew. Krystal Joy Brown, veterana de produções da Broadway, foi escolhida para o papel de Sabrina, uma apresentadora de televisão e ex-esposa de Andrew. Brian Quinn, comediante da série Impractical Jokers (truTV), e Tiffany Shepis, com dezenas de créditos em produções de terror, foram selecionados como intérpretes do casal Austin e Casey. Katie Booth e Chase Williamson interpretaram, respectivamente, Chloe, uma aspirante a cineasta, e seu namorado Alex. Durante os testes de elenco, Williamson, assim como outros atores, não sabia de que tipo de filme se tratava, mas revelou a Green que era grande fã da franquia Hatchet, conseguindo o papel. Os comediantes Jonah Ray (Mystery Science Theater 3000) e Kelly Vrooman foram escalados para os papéis de Del e Sue, um casal que é atacado por Victor Crowley no início do filme.
Há ainda as participações especiais de Danielle Harris, que aparece brevemente como Marybeth (protagonista dos três primeiros filmes) numa das últimas cenas, e Tyler Mane (Michael Myers nos filmes da franquia Halloween dirigidos por Rob Zombie), interpretando o caçador na sequência de abertura. Tony Todd também aparece rapidamente como um dos YouTubers que recita a maldição vodu no vídeo do celular. Assim como nos filmes antecessores, alguns membros da equipe de filmagem aparecem em pequenos papéis na tela, entre os quais a produtora Sarah Elbert. Lynch e o próprio Green interpretaram, respectivamente, o piloto e o copiloto do avião que cai no pântano.

### Filmagens
Victor Crowley foi filmado em apenas onze dias. As primeiras cenas entre Andrew e Kathleen foram gravadas no estacionamento da produtora e a maior parte das demais sequências, em uma área rural. Em entrevista, Green relatou que a locação principal do filme quase foi destruída por um incêndio florestal faltando apenas quatro dias para o início das filmagens, com as chamas atingindo, inclusive, o cenário da casa de Crowley. Contudo, de acordo com o diretor, a equipe conseguiu prosseguir com as gravações no local e o fogo teria deixado a casa com um aspecto ainda melhor para as filmagens. Em outros incidentes, um dia de filmagem foi perdido após o piso do cenário do avião desabar e campistas reais da localidade chamaram a polícia após ouvirem gritos guturais ecoando no pântano durante as filmagens.
Green não permitia que os atores vissem Hooder caracterizado como Victor Crowley até o momento em que se encontrassem com ele na frente das câmeras. Segundo relatos do elenco e equipe, Williamson teve rompimento de um vaso ocular, causado por seus gritos muitos intensos, ao filmar a cena de morte de seu personagem Alex pelas mãos do assassino. Na sequência de abertura, Ray não conseguia olhar corretamente para Vrooman, uma vez que o ator tinha a visão muito prejudicada ao ficar sem seus óculos, os quais ele não estava usando no momento da gravação, desafiando o trabalho de direção de Green. Como a luz vermelha no cenário do interior do avião dificultava a visualização do sangue cenográfico, a equipe precisava readequar continuamente a cor da substância para torná-la mais visível.
A cena em que Rose aparece com o traseiro nu foi filmada pela própria Ortiz, que dispensou o uso de dublê; o diretor relatou que a atriz pediu-lhe que mais detalhes da nudez fossem mostrados, mas ele não permitiu isso por considerar Ortiz "como uma irmã". Para a sequência da sessão de autógrafos com Andrew, Shen teve a ideia de fazer com que um dos fãs presentes expusesse o pênis sobre a capa do livro; o ator escalado para o papel aceitou a proposta, realizando o ato com naturalidade. O afogamento de Casey, a grávida, foi inspirado em parte pela percepção de Green de que ele "perdeu o barco" ao se tornar pai; ele afirmou que essa cena o fazia sentir-se "péssimo".

### Música
A partitura original do longa-metragem foi composta por Jason Akers e Sam Ewing e produzida por Bear McCreary. Além disso, a banda de heavy metal Ignitor compôs e tocou especialmente para o filme a canção "Hatchet (The Ballad of Victor Crowley)", ouvida durante os créditos finais; a música, que recebeu um videoclipe que homenageia as cenas de violência extrema dos filmes da franquia, foi incluída pelo grupo em seu álbum Haunted by Rock & Roll. A trilha sonora apresentou ainda "Sick Mind", um rap escrito e cantado por Block McLoud, Chino XL, Poison Pen e The Jokerr; essa música também recebeu um videoclipe oficial.

## Lançamento e recepção

### Estreia e divulgação
Em julho de 2017, divulgou-se que haveria uma exibição especial de Hatchet como parte da programação do festival de cinema FrightFest de Londres, em comemoração aos 10 anos de lançamento do filme; na ocasião, foi dito que haveria apresentação de filmagens inéditas do longa-metragem. O mesmo evento aconteceu em 22 de agosto de 2017 em Los Angeles, Califórnia, no cinema ArcLight de Hollywood. Para surpresa do público presente, foi anunciado que tal exibição se tratava, na verdade, da estreia de uma nova sequência de Hatchet gravada em segredo e intitulada Victor Crowley. Na ocasião, Green comentou a respeito: 
Eu não poderia estar mais feliz em fazer parceria com a Dark Sky Films e trazer Victor Crowley de volta aos fãs de horror ao redor do mundo. Ressuscitar a série [em comemoração a seu] décimo aniversário foi a maneira de demonstrar nossa gratidão a todos do Exército Hatchet e a quem apoiou esta série desde a sua criação. Este banho de sangue é para todos vocês.
No dia seguinte à estreia, o primeiro teaser trailer do filme foi divulgado. Victor Crowley começou a ser exibido em outubro de 2017 em cinemas selecionados dos Estados Unidos, como parte da "Victor Crowley Road Show", uma turnê cinematográfica por todo o país na qual Green e outros membros do elenco apresentavam o filme em eventos especiais que duravam uma única noite. Segundo a ArieScope Pictures, o cineasta também compareceu à maioria das apresentações em outros quatro países (Inglaterra, Alemanha, Canadá e México), totalizando 54 exibições. Além disso, Green e Hooder promoveram em Nova Orleans uma excursão noturna, ao estilo do passeio de barco visto em uma cena do primeiro filme, para um grupo seleto de 50 fãs que tiveram a chance de visitar o pântano usado nas filmagens do longa original.

### Mídia relacionada
O filme foi lançado pela Dark Sky Films em serviços de vídeo sob demanda, plataformas digitais, Blu-ray e DVD em 6 de fevereiro de 2018. Um dia antes, a cena de abertura foi divulgada na íntegra no Youtube. Em julho do mesmo ano, o filme foi disponibilizado numa edição limitada em VHS para colecionadores entusiastas desse formato de vídeo. Paralelamente, Green e o escritor Joe Knetter transformaram o livro fictício I, Survivor, que na trama é a autobiografia do protagonista Andrew Yong, em um romance real. A obra começou a ser comercializada a partir de junho de 2018 no aplicativo Apple Books e posteriormente em lojas como Amazon.com e Barnes & Noble.

### Recepção da crítica
Com base em 15 avaliações publicadas em meios especializados, o Rotten Tomatoes indica que o longa é aprovado por 67% dos críticos, sendo até 2021 o filme da série Hatchet com maior taxa de aprovação no site. O filme foi avaliado positivamente em veículos como Wicked Horror, The Hollywood News e Dread Central, enquanto recebeu críticas negativas em publicações de, entre outros, We Got This Coverage, Film Pulse e Blu-ray.com. O JoBlo.com opinou que "Victor Crowley pode ser a melhor das sequências de Hatchet, talvez a melhor da série". John Higgins, escrevendo para a revista Starburst, elogiou a produção, destacando: "Enquanto alguns estúdios tentam tirar mais proveito dos ícones clássicos do terror, Crowley é um original bem-vindo e certamente aguardaremos Hatchet 5 com a respiração suspensa".
No Bloody Disgusting foram dedicadas duas críticas ao filme, assinadas por Kalyn Corrigan e Brad Miska, respectivamente. Corrigan descreveu-o como "o filme slasher sangrento que você deseja!", enquanto criticou: "Claro, eles perdem muito tempo no avião e teria sido bom ver alguns dos personagens mais humanos durarem um pouco mais em cena, mas... com toda a honestidade, é ótimo contarmos com uma série com o mesmo estilo icônico para nos satisfazer nesses tempos de grandes filmes de estúdios e superproduções previsíveis feitas apenas para ganhar dinheiro". Miska, por sua vez, disse: "Embora Hatchet tenha se tornado uma franquia icônica, nenhuma das sequências foi capaz de recriar a magia do primeiro filme. O mais recente, Victor Crowley, é facilmente o pior do grupo"; o crítico também enfatizou que o diretor "de alguma forma chega ao fundo do poço com [o filme], desviando a franquia de um slasher divertido e inspirado para uma piada fuleira no estilo Troma".
Ben Robbind, crítico do HeyUGuys, comentou que "é um filme barato, e as rachaduras nas bordas começam a aparecer nos momentos mais lentos, mas se esse é o preço que temos que pagar por um slasher seriamente eficaz, despojado e com potencial de agradar muita gente, então que assim seja". Anton Bitel, em resenha publicada na SciFiNow, avaliou: "[Adam] Green não está apenas explorando uma moda da era Reagan do splatter padronizado, mas também refletindo sobre a ressurreição desse estilo através da lenda de Hatchet que ele mesmo criou — e então este novo filme traz uma sensação autorreflexiva decididamente pós-moderna."